# Stefan Bajčetić
Stefan Bajčetić Maquieira (Vigo, 22 ottobre 2004) è un calciatore spagnolo, centrocampista del Liverpool e della nazionale Under-21 spagnola.

## Biografia
Ha origini serbe, suo padre Srđan è stato anch'egli un calciatore, mentre sua madre è galiziana.

## Caratteristiche tecniche
È un mediano di ruolo ma può giocare da centrale. Con un'altezza di circa 1,85 metri e una corporatura snella, Bajčetić dimostra una notevole abilità tecnica, soprattutto nel controllo di palla. È in grado di mantenere la calma anche in situazioni caotiche durante le partite. È dotato di un passaggio lungo molto abile ed è dotato di visione di gioco e precisione nei passaggi. È stato paragonato a Sergio Busquets.

## Carriera

### Club
Cresciuto nel settore giovanile del Celta Vigo, percorre la trafila delle giovanili del club iberico dove milita per 10 stagioni dal 2013 al 2020. A dicembre 2020 si trasferisce al Liverpool dove entra a far parte dell'Academy.
A partire dal 2022 viene occasionalmente incluso in prima squadra ed il 27 agosto debutta in Premier League subentrando nella vittoria per 9-0 contro il Bournemouth in Premier League.
Il 13 settembre successivo debutta in Champions League, subentrando nei minuti finali della partita contro l'Ajax a Thiago Alcântara. Nell'occasione diventa il reds più giovane ad esordire in Champions (17 anni, 10 mesi e 22 giorni), battendo il precedente record di Billy Koumetio (18 anni e 25 giorni).
Il 26 dicembre, in occasione della sua seconda presenza in prima squadra, segna la prima rete da professionista nella vittoria per 1-3 in casa dell'Aston Villa; mentre il mese successivo, il 26 gennaio 2023, firma il primo contratto da professionista con i reds.
Il 30 agosto 2024 viene ceduto in prestito al Salisburgo.
Il 31 gennaio 2025, dopo essere stato richiamato dagli inglesi, viene mandato in prestito agli spagnoli del Las Palmas. Debutta nella Liga spagnola il 3 febbraio contro il Girona. Il 16 febbraio segna il suo primo gol, contro il Maiorca.

### Nazionale
Ha giocato nelle nazionali giovanili spagnole Under-18 ed Under-21.

## Statistiche

### Presenze e reti nei club
Statistiche aggiornate al 13 maggio 2025.
| Stagione         | Squadra          | Campionato       | Campionato | Campionato | Coppe nazionali | Coppe nazionali | Coppe nazionali | Coppe continentali | Coppe continentali | Coppe continentali | Altre coppe | Altre coppe | Altre coppe | Totale | Totale | Totale |
| Stagione         | Squadra          | Comp             | Pres       | Reti       | Comp            | Pres            | Reti            | Comp               | Pres               | Reti               | Comp        | Pres        | Reti        | Pres   | Reti   |        |
| ---------------- | ---------------- | ---------------- | ---------- | ---------- | --------------- | --------------- | --------------- | ------------------ | ------------------ | ------------------ | ----------- | ----------- | ----------- | ------ | ------ | ------ |
| 2022-2023        | Liverpool        | PL               | 11         | 1          | FACup+CdL       | 2+2             | 0               | UCL                | 4                  | 0                  | CS          | 0           | 0           | 19     | 1      |        |
| 2023-2024        | Liverpool        | PL               | 1          | 0          | FACup+CdL       | 0+1             | 0+0             | UEL                | 1                  | 0                  | -           | -           | -           | 3      | 0      |        |
| Totale Liverpool | Totale Liverpool | Totale Liverpool | 12         | 1          |                 | 5               | 0               |                    | 5                  | 0                  |             | 0           | 0           | 22     | 1      |        |
| 2024-gen. 2025   | Salisburgo       | BL               | 12         | 0          | CA              | 1               | 0               | UCL                | 6                  | 0                  | -           | -           | -           | 19     | 0      |        |
| gen.-giu. 2025   | Las Palmas       | PD               | 14         | 1          | CR              | -               | -               | -                  | -                  | -                  | -           | -           | -           | 14     | 1      |        |
| Totale carriera  | Totale carriera  | Totale carriera  | 38         | 1          |                 | 6               | 0               |                    | 11                 | 0                  |             | 0           | 0           | 55     | 1      |        |

## Palmarès

### Club

#### Competizioni nazionali
- Coppa di Lega inglese: 1

Liverpool: 2023-2024